# Vesmás Péter
Vesmás Péter (Szeged, 1953. február 19. –) magyar építész.

## Életpályája
1973–1978 között a Budapesti Műszaki Egyetem Építészkarán építész diplomát szerzett. 1979–1986 között a DÉLTERV (Délmagyarországi Tervező Vállalat) tervező építésze volt.
1982–1984 között a Mesteriskola VII. ciklusábam Plesz Antal (1930–2014) építész volt a mestere. 1987–1991 között a budapesti Mesteriskola demonstrátora volt Szendrői Jenő (1913–2000) meghívására.
1990-től a szegedi Tér és Forma Építésziroda vezető tervezője. 1994–1997 között a Magyar Iparművészeti Főiskola hallgatója volt, ahol művészet- és designelméletet tanult.
2000-től a Csongrád megyei területi- és a szegedi Tervtanács tagja.
2014-től a Csongrád Megyei Építész Kamara elnökségének tagja. 2015-től a Magyar Tudományos Akadémia Szegedi Akadémiai Bizottság Építészeti szakbizottságának elnöke. 2015–2021 között a Magyar Művészeti Akadémia levelező tagja volt, 2021-től rendes tagja. 2016 óta a Szegedi Tervtanács tagja. 2018-tól a Magyar Építőművészek Szövetsége, valamint a Magyar Építész Kamara választási bizottsági tagja.
2023-tól a Magyar Művészeti Akadémia szegedi elnöke.

## Magánélete
Felesége, Zákányi Ildikó építész. Három gyermekük született: Bence, Júlia és Péter Pál.

## Munkái
- DÉLTERV székház (1984)
- Szeged-Alsóváros, középkori ferences templom és rendház felújítása (1991)
- Szegedi vár rekonstrukciója (2000)
- Móra Ferenc Múzeum bővítése és fejlesztése (2000)
- Stefánia park rehabilitációja (2005-2011)
- Roosevelt tér rehabilitációja (2005-2011)
- Várkert rehabilitációja (2005-2011)
- Szeged Fellebbviteli Főügyészség (műemléki rekonstrukció) (2006)
- hódmezővásárhelyi Tornyai János Múzeum bővítése és rekonstrukciója (2007–2012)
- Újszegedi református templom (2007–2012)
- Mars téri városi piac (2011) (az 1996-os tervpályázat folyamatos képviseletének eredménye)
- Dugonics és Árpád tér közterületi rekonstrukciója (2011)
- Noé lakóhajó megvalósítása innovációs fejlesztés keretében (2013)
- Belvedere irodahát belső építésze (2015)
- Hódmezővásárhely I. világháborús emlékműve (2016)
- 56-os emlékmű (Kiszombor, 2016)
- Szegedi Piarista Gimnnázium kerti épületei (2019)
- Stefánia park környezetrendezése (2021)

## Díjai
- Év Háza (1993)
- Építésügyi Hivatal nívódíja (DÉLTERV székház) (1994)
- Év lakóháza fődíj (1994)
- Szegedért emlékérem (1994)
- Ybl Miklós-díj (1998)
- A Magyar Érdemrend tisztikeresztje (2013)
- Köztérmegújítási nívódíj (2014)
- Év homlokzata díj, középület kategória (Tornyai Múzeum, Baumit) (2014)
- Highlights of Hungary Top 10 innovatív projekt (2015)